# اچ‌ام‌ای‌اس فرمانتل (جی۲۴۶)
اچ‌ام‌ای‌اس فرمانتل (جی۲۴۶) (به انگلیسی: HMAS Fremantle (J246)) یک کشتی بود که طول آن ۱۸۶ فوت (۵۷ متر) بود. این کشتی در سال ۱۹۴۲ ساخته شد.